# Араплийски манастир
Араплийският манастир „Света Богородица Скоропослушница“ (на гръцки: Ιερά Μονή Παναγίας Γοργοεπηκόου Ιωνίας Θεσσαλονίκης) е мъжки манастир край солунското село Арапли (Неа Магнисия), Гърция, част от Неаполската и Ставруполска епархия.

## История
В годините на окупацията през Втората световна война Константинос Паракацелаки прави параклис и килия в местността Самли и живее там до края на живота си под монашеското име Яков. С усилията на митрополит Дионисий Неаполски и Ставруполски на 23 март 1983 година е издаден президентсски узак за основаването на манастир. На 8 септември 1985 година на 95-годишна възраст почива основателят Яков. За пръв игумен на 23 юни 1983 година е назначен архимандрит Александър Калпакидис, протосингел на Неаполската и Ставруполска митрополия. След назначаването на Александър за аргирокастренски митрополит, на 23 юни 1992 година игумен става Варнава Тирис. В 2006 година имгумен става архимандрит Дионисий Пацанис, по-късно протосингел на Неаполската и Ставруполска митрополия. От 2010 година игумен е архимандрит Атанасий Скаркалас.
В манастира се пази смятаната за чудотворна руска икона от 1913 година на Света Богородица Скоропослушница.